# Глибочок (притока Тетерева)
Глибо́чок — річка в Житомирській області України. Права притока річки Тетерів. Протяжність близько 21 км, похил річки — 2,4 м/км. Загальна площа басейну річки — 92,8 км². 
Свій витік бере поблизу села Княжин Житомирського району. На початку протікає степовим, а згодом і лісовим ландшафтами. Своєю течією від витоку до гирла проходить через села Глибочок, Крути та Руденька. Впадає в річку Тетерів південніше села Буки. Абсолютна відмітка дзеркала води в місці впадіння знаходиться на висоті близько 214 м над рівнем моря.

## Притоки
- Звіриниця — ліва притока, невеликий потік впадає до Глибочка впадає у с. Глибочок[1][2][3].
- Крутенька — ліва притока, невеликий потік впадає до Глибочка впадає у с. Крути[1][2][4].
- Чорнодуб — права притока, невеликий потік впадає до Глибочка впадає північніше с. Крути[1][2][5].